# Gemeinde Tišina
Tišina ist der Name einer Gemeinde und der namensgebenden Ortschaft Tišina im Ravensko, dem ebenen Teil der historischen Landschaft Prekmurje, Region Pomurska in Slowenien.

## Lage
Die Kommune nimmt den nordwestlichen Bereich des weitläufigen Flachlandes des Ravensko ein und liegt an der Mur. Das Gemeindegebiet erstreckt sich über eine Fläche von 38,8 km² und grenzt im Nordwesten an den steirischen Bezirk Südoststeiermark, außerdem an die slowenischen Gemeinden Cankova und Puconci im Norden, an Murska Sobota im Osten und Süden sowie an Radenci im Westen.

## Ortschaften
Hinter den heutigen Ortsnamen sind die amtlichen ungarischen Exonyme des Jahres 1890 in Klammer angeführt.
- Borejci (Borhida)
- Gederovci (ung. Kőhida, dt. Sicheldorf[3])
- Gradišče (Muravárhely)
- Krajna (Véghely)
- Murski Črnci (Muracsermely)
- Murski Petrovci (Murapetróc)
- Petanjci (ung. Szécsenykút, dt. Pettanz[3])
- Rankovci (ung. Ferenclak, dt. Frankofzen, älter auch Frankendorf[3])
- Sodišinci (Birószék)
- Tišina (Csendlak)
- Tropovci (Murafüzes)
- Vanča vas (ung. Ivánfalva, dt.  Sankt Johann[3])

## Nachbargemeinden
| Cankova    | Puconci                                     |               |
| Österreich | Kompassrose, die auf Nachbargemeinden zeigt | Murska Sobota |
|            | Radenci                                     |               |

## Tišina Ort
Die Ortschaft Tišina (197 m. i. J.) (ungarisch Csendlak) ist ein Straßendorf, das sich längs der Hauptstraße 235 zwischen Radenci und Murska Sobota ausbreitet. Der Ort, vom Mokoš-Bach durchzogen, ist mit Tropovci im Osten sowie Petanjci im Westen zusammengebaut und bildet mit diesen beiden Nachbarorten eine Siedlungseinheit. Das Dorf hat 442 Einwohner (2006), die sich auf 122 Haushalte verteilen, und ist der Mittelpunkt der gleichnamigen Gemeinde. Die hauptsächlich aus Ackerland bestehende Ortsgemarkung umfasst eine Fläche von 2,64 km² und reicht im Süden bis an den Flussbereich der Mur mit ihren Auwaldungen.
Zentral, auf einer von alten Bäumen gebildeten grünen Insel, zwischen Mokošbach und Straße, steht die katholische Pfarrkirche St. Maria Geburt (slow. cerkev Marijinega rojstva). Die Pfarre Tišina gehört heute zum Bistum Murska Sobota.
Etwa 500 m westlich der Pfarrkirche, direkt neben der Straße, stehen die öden Gebäudeteile eines kleinen Landschlosses, umgeben von einem verwilderten Park.

## Geschichte
Die Siedlung Tišina wird erstmals im Jahre 1347 urkundlich erwähnt: „inter possessionem Tystina Thamasfolua vocatam“. Abermals wird der Ort genannt: 1348 „possessionem Tistna vocatam“, 1365 „Tysine“ und 1366 „Tyssina in dystrictu Beelmura“. 1499 wird das Dorf mit „Thyssyna“ bezeichnet.

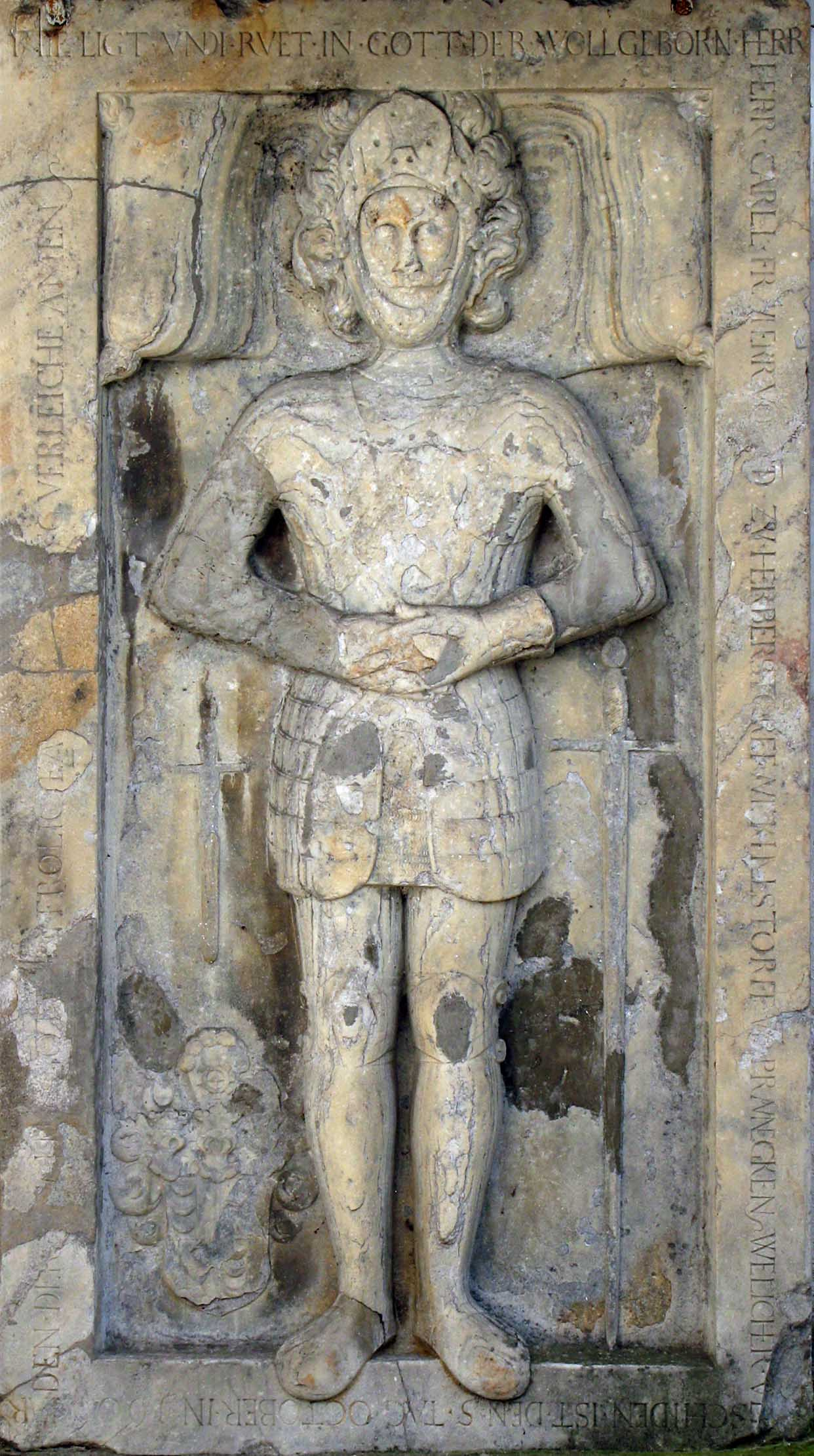
Epitaph des Freiherrn Carl von Herberstorff an der Pfarrkirche

In einem Visitationsprotokoll des Bistums Győr/Raab wird der Ort im Jahr 1698 „Tisina“ genannt und als Sitz der Pfarrei für 14 Ortschaften in der näheren Umgebung beschrieben. Damals hatte das Dorf noch eine mehrheitlich evangelische Bevölkerung.
Im Jahre 1890 wurde der Ort amtlich Csendlak bezeichnet und hatte 307 Einwohner, diese bekannten sich alle als Slowenen. Der Ort gehörte zum Bezirk Muraszómbat (heute Murska Sobota) des Komitats Eisenburg/Vas.
Der Friedensvertrag von Trianon schlug das Dorf dem Königreich SHS zu. Für den nun amtlich Tišina genannten Ort wurden bei der Volkszählung am 31. Januar 1921 folgende Daten ermittelt: 374 Slowenen und 8 Ungarn, von diesen 382 Bewohnern bekannten sich 373 zum katholischen und 9 zum evangelischen Glauben.
Bei der Zählung im Jahre 1931 wurden 394 Einwohner ermittelt, im Jahre 1961 waren es 397 und für das Jahr 1971 sind folgende Zahlen bekannt: 439 Einwohner, 76 Häuser, 101 Haushalte und 189 Dorfbewohner, die ausschließlich von Einkünften aus der Landwirtschaft lebten.

## Pfarrkirche

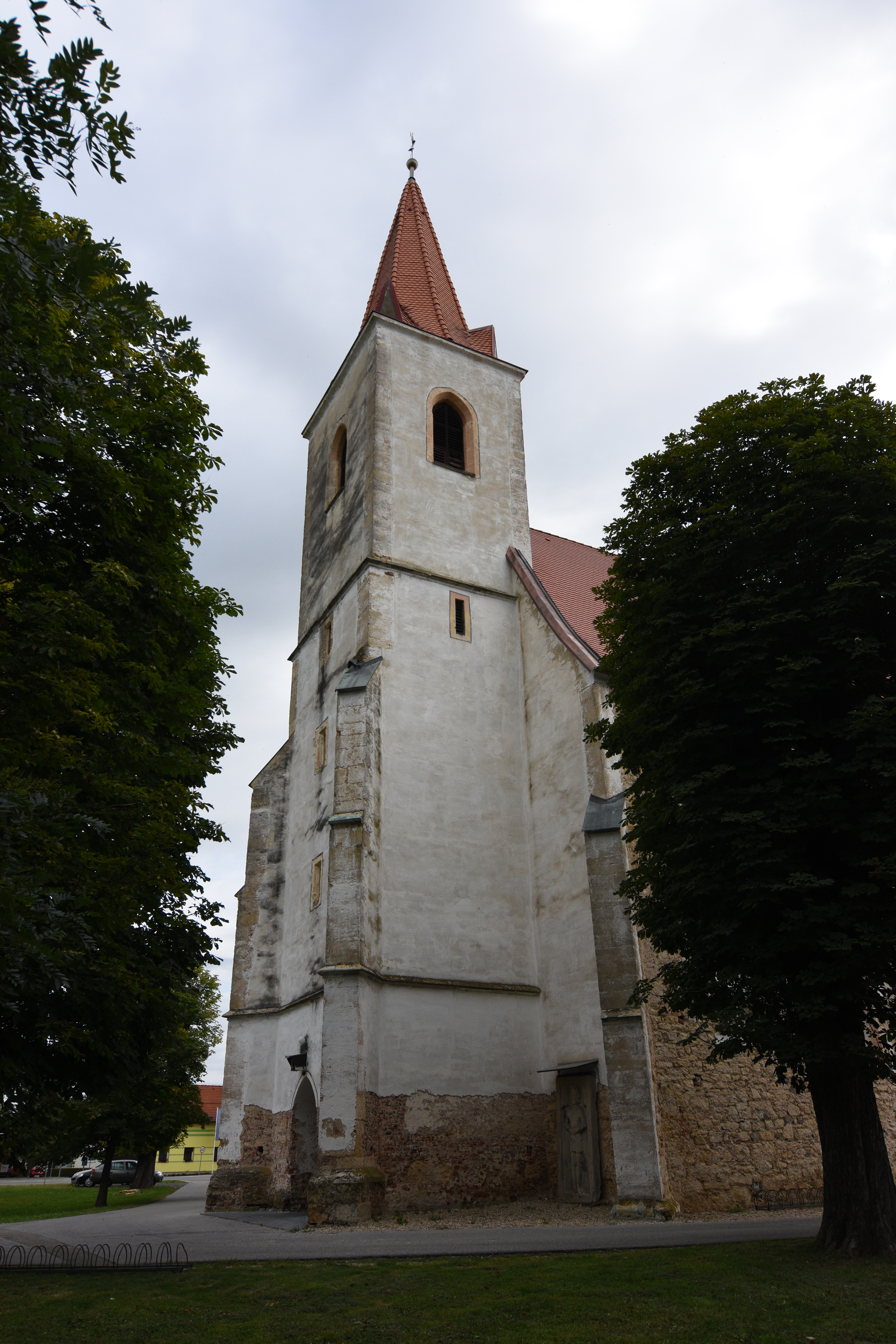
Pfarrkirche St. Mariä Geburt

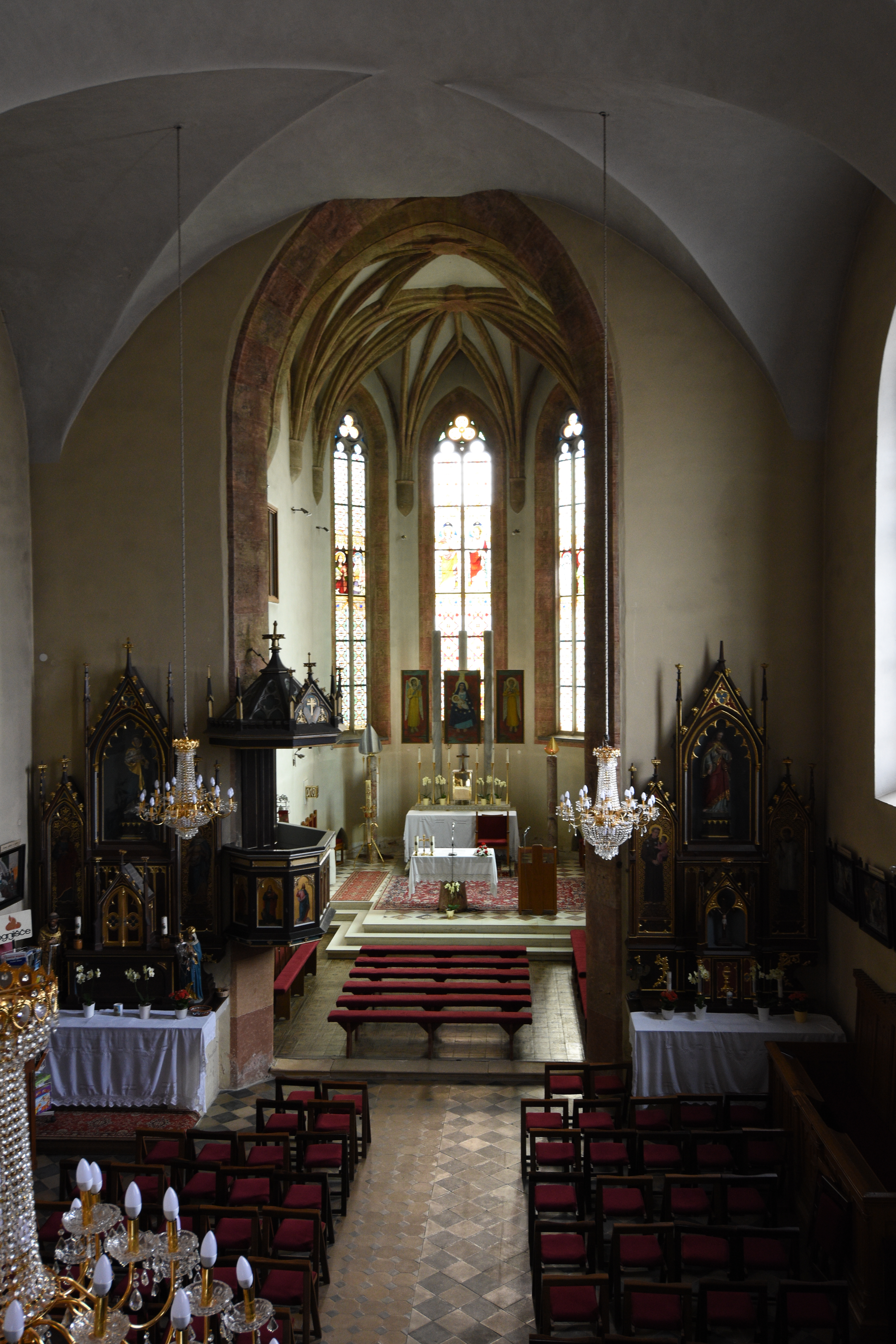
Innenansicht der Pfarrkirche

Die Marienkirche in Tišina wird indirekt im Jahre 1347 zum ersten Mal erwähnt: „ecclesia Sancte Marie de Mysniche“.
Das heutige Gebäude ist das Ergebnis zahlreicher Umbauten, bei denen viele Details zerstört wurden. Die Kirche gehört wegen der außergewöhnlichen Architektur und der qualitätsvollen Steinmetzarbeiten dennoch zu den interessantesten Sakralgebäuden des Übermurgebietes/Prekmurje. Das Kreuzrippengewölbe und die Fenster im Presbyterium stammen aus dem beginnenden, der Glockenturm an der Westfront des Bauwerkes aus dem mittleren 16. Jahrhundert. Ursprünglich stand der Kirchturm an der Ostseite des Bauwerkes im Bereich des Presbyteriums. Das Kirchenschiff aus dem 14. Jahrhundert erhielt im Jahre 1685, statt der massiven Holzdecke, ein dem Zeitstil entsprechendes Barockgewölbe.
In die südliche Außenfassade der Kirche ist ein Renaissance-Grabmal aus dem Jahre 1606 integriert. Das Epitaph zeigt den Freiherrn Carl von Herberstorff in Ritterrüstung auf dem Totenbett. Die Umschrift, die in den 1970er Jahren noch gut lesbar war, lautet:
HIE LIGT VND RVET IN GOTT DER WOLLGEBORN HERR HERR CARLL FREIHERR VON VND ZV HERPERSTORFF AVF KHALSTORFF VND PRAVNEGKEN ~ WELCHER VERSCHIEDEN IST DEN 5 TAG OKTOBER IN 1606 JAHR DEN DER [unleserlich] GOTT FRÖHLICHE AVFERSTEHVNG VERLEICHE AMEN

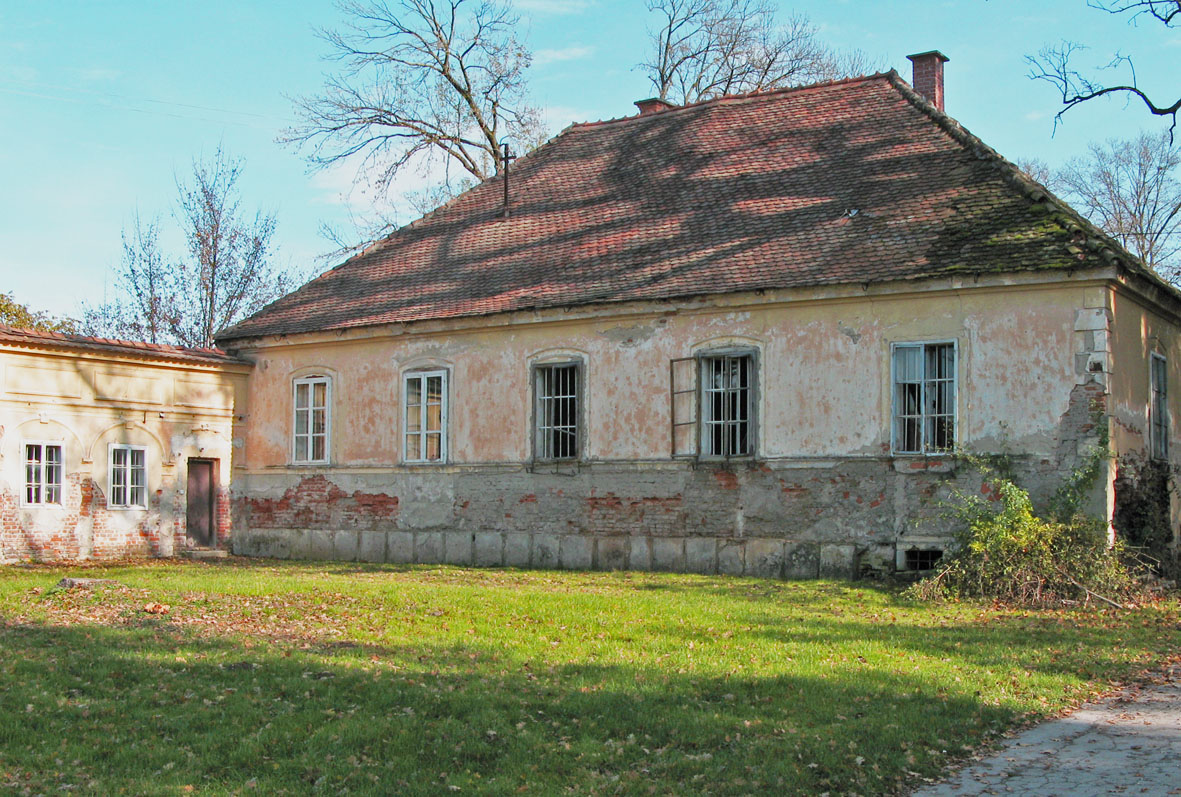
Das ehemalige Battyány-Schloss in Tišina

## Schloss Tišina oder Csendlak
Südlich der Hauptstraße, an der Ortsgrenze zu Petanjci, steht das bescheidene Schloss von Tišina/Csendlak. Das hufeisenförmige, ebenerdige Bauwerk wurde wohl in den letzten Jahren des 18. oder zu Beginn des 19. Jahrhunderts errichtet und im Laufe der Zeit häufig umgebaut. Der Landsitz war der Mittelpunkt einer umfangreichen Domäne, die annähernd 600 ha landwirtschaftliche Nutzfläche umfasste. Eigentümer waren bis 1934 Sigismund Graf Batthyány und seine Frau Olga, geborene Kladziwa. Im Jahre 1934 übernahm die 1896 hier geborene Tochter der Familie, Andrée von Batthyány das Landgut und bewirtschaftete mit ihrem Gatten, Miklós (Nikolaus) Graf Mikes, den Besitz. Sie bewohnten das Schlösschen bis kurz vor Ende des Zweiten Weltkrieges und waren die letzte Hausherren, bevor das Landgut nach dem Krieg enteignet und verstaatlicht wurde. Das Gebäude wurde dann viele Jahre als Wohnquartier verwendet und heruntergewirtschaftet. Heute steht es leer und wartet auf eine neue Aufgabe.
Im angrenzenden ehemaligen Schlosspark, der eine Fläche von zirka zwei Hektar umfasst, wachsen neben einheimischen Bäumen noch einige exotische Hölzer, darunter ein Tulpenbaum (Liriodendron tulipifera), Magnolien (Magnolia acuminata), Kirschpflaumen, eine mächtige asiatische Fichte und eine 40 m hohe kaukasische Nordmanntanne (Abies nordmanniana).

## Töchter und Söhne der Gemeinde
- Simon Špilak (* 1986), Radrennfahrer